# Botho-Lucas-Chor
Le Botho-Lucas-Chor est un ensemble vocal allemand.

## Histoire
Botho Lucas fonde en 1958 le Lucas-Quartett (Botho Lucas, Bernd Golonsky, Günter Kallmann, Ralf Paulsen) qui deviendra le Botho-Lucas-Chor avec l'arrivée de femmes en alternance (Gretel Kästel, Ans Plevier, Daisy Door, Ulla Wiesner, Hanna Dölitsch). Il se produit d'abord en accompagnement d'artistes connus puis seul.
Danke für diesen guten Morgen, chanson avec laquelle Martin Gotthard Schneider remporte le concours de chanson sacrée de l'académie évangéique de Tutzing, est le premier succès de l'ensemble. Il produit d'autres chansons religieuses contemporaines.
Le répertoire de la chorale est polyvalent. Il comprend des chansons modernes folkloriques, des opérettes, des comédies musicales, des reprises de succès, du schlager et en plusieurs langues comme l'adaptation en allemand du générique du film britannique Ces merveilleux fous volants dans leurs drôles de machines.
À la télévision, l'ensemble vocal fait de nombreuses apparitions, seul ou en accompagnement, notamment de Greetje Kauffeld ou de Wanda Jackson.
Après Ralf Paulsen, Daisy Door fait une carrière solo.
En 1979, le Botho-Lucas-Chor fait une tournée avec l'orchestre de Bert Kaempfert en Allemagne, au Luxembourg et en Suisse et se produit aussi à cette occasion au Royal Albert Hall à Londres.

## Discographie
Singles
- 1961: Valencia / Barcelona – C* 21771
- 1961: Berliner Polka / Tango Continental – C 21941
- 1962: Förster Toni / Die Züricher Mädels – C 21998
- 1962: Afrika-Song / Sahara-Blues – C 22066
- 1962: Danke / Antwort auf alle Fragen – E 22073
- 1962: Die Regenmelodie / Stadtpark-Serenade – C 22020
- 1963: Prinzessin-Serenade / Sweet Clarinet – E 22318
- 1963: Ich weiß basaltene Bergeshöh'n / Rhönmarsch – O 22492
- 1963: 55 Tage in Peking / Weht der Wind von Westen – E 22494
- 1963: Ich zieh' meiner dunklen Straße / Funde am Weg – E 22534
- 1963: Ein Schiff, das sich Gemeinde nennt / Gott ist der Herr – E 22539
- 1964: Als die Sonne kam / Nur du – E 23302
- 1964: Liebeskummer lohnt sich nicht / Junger Mann mit roten Rosen – E 22759
- 1965: Topsy / Damals in Jenny's Bar – E 22860
- 1965: Wir wandern auf vielen Straßen / Abendglocken – E 22890
- 1965: Richt’ge Männer wie wir / Wo sind denn hier die schönen Mädchen – E 23022
- 1965: Uns're kleine feine Familie / Ja die kleinen weißen Mäuse – E 23082
- 1966: Barkarole der Liebe / Liebe und Liebelei – E 23131
- 1966: Als die Sonne kam / Nur du – E 23302
- 1967: Lehr mich / Diesen Tag, Herr – E 23580
- 1970: Rose vom Rhein / Blumen, Blüten, Bäume – C 29836
- 1973: Die Nacht ist sowieso im Eimer / Heute Nacht, da könnt’ ich mich verschenken – C 30493
- 1974: Du wirst nie einsam sein / Liebe im Mai – C 30538
- C: Columbia, E: Electrola, O: Odeon

Albums
- 1961: Sei lieb zu mir – Electrola 74153
- 1962: Danke – Crystal 32792
- 1963: Die Landsknechtstrommel – Odeon 77
- 1964: Küss mich - Musik zum Träumen und Tanzen – Hörzu / Electrola
- 1973: Highway of Songs – Columbia 29465
- 1978: Liebst du mich – Electrola 32825
- 00?0: Operette zum mitsingen – Columbia 23946
- 00?0: Operette á gogo – mfp 5441
- 00?0: Küss mich, bitte, bitte küss mich – mfp 5578
- 00?0: Sei lieb zu mir – Electrola